# Sogna, ragazzo, sogna (singolo)
Sogna, ragazzo, sogna è un brano musicale del cantautore italiano Roberto Vecchioni, traccia di apertura dell'album omonimo del 1999.

## Tracce
Testi e musiche di Roberto Vecchioni.
1. Sogna, ragazzo, sogna – 4:29

## Versione di Alfa
Il brano è stato anche pubblicato come singolo in una nuova versione cantata in duetto con il cantautore italiano Alfa il 6 marzo 2024, presentato dai due cantanti in occasione della serata delle cover al Festival di Sanremo 2024 che si è svolta il 9 febbraio precedente.

### Descrizione
Il singolo contiene una nuova strofa finale scritta e cantata da Alfa. Il duetto ha riscosso un notevole successo fin da subito, anche prima della pubblicazione come singolo in digitale.

### Tracce
Testi e musiche di Andrea De Filippi e Roberto Vecchioni.
1. Sogna, ragazzo, sogna – 4:29

### Classifiche
| Classifica (2024) | Posizione massima |
| ----------------- | ----------------- |
| Italia            | 34                |